# Hôtel Réserve

Hôtel Réserve (Hotel Reserve) est un film britannique réalisé par Lance Comfort, Mutz Greenbaum et Victor Hanbury, sorti en 1944.

## Synopsis
Pour fêter la réussite de son doctorat en médecine, Peter Vadassy, un réfugié autrichien en attente de la nationalité française, s'offre des vacances à l'Hôtel Réserve, dans le midi de la France. Il y est malencontreusement pris pour un espion et pour se disculper, il accepte l'offre de Michel Beghin, le chef des Renseignements de la Marine, de débusquer lui-même l'agent ennemi. Qui, parmi les clients, est le coupable ? Robert Duclos, un Français qui parle haut ? André Roux, un jeune marié en pleine lune de miel , l'Allemand Paul Heimberger ? Mary Skelton, une jolie fille qui ne tarde pas à montrer de l'attirance pour lui ? Henri Asticot ? Ou encore le major Clandon-Hartley ? Quoi qu'il en soit, le séjour de Peter à l'Hôtel Réserve promet d'être animé.

## Fiche technique
- Titre : Hôtel Réserve
- Titre original : Hotel Reserve
- Réalisation et production : Lance Comfort, Mutz Greenbaum (sous le nom de Max Greene) et Victor Hanbury
- Scénario : John Davenport, d'après le roman "Epitaph for a Spy" d'Eric Ambler, Hodder & Stoughton, Londres, 1968, 287 P.
- Société de production et de distribution : RKO Pictures
- Musique : Lennox Berkeley
- Photographie : Mutz Greenbaum (sous le nom de Max Greene)
- Direction artistique : William C. Andrews
- Montage : Sidney Stone
- Son : John C. Cook
- Pays d'origine :  Royaume-Uni
- Format : Noir et blanc - Mono - 35 mm - Format 1 x 1,37
- Genre : Drame
- Durée : 89 minutes
- Dates de sorties :
  - 1er juin 1944 (Royaume-Uni)
  - 4 novembre 1949 (France) (inédit à Paris)

## Distribution
- James Mason : le docteur Peter Vadassy
- Lucie Mannheim : Suzanne Koch
- Raymond Lovell : Robert Duclos
- Julien Mitchell : Michel Beghin
- Clare Hamilton : Mary Skelton
- Herbert Lom : André Roux
- Patricia Medina : Odette Roux
- Laurence Hanray : le commissaire